# حي شاهره (صنعاء)
حي شاهره هو أحد أحياء مدينة صنعاء، ويتبع إدارياً مديرية همدان التابعة لمحافظة صنعاء اليمنية. يبلغ تعداد سكانه 707 نسمة حسب التعداد السكاني في اليمن لعام 2004.